# Paraphiloscia sancristobali
Paraphiloscia sancristobali är en kräftdjursart som beskrevs av Albert Vandel1973. Paraphiloscia sancristobali ingår i släktet Paraphiloscia och familjen Philosciidae. Inga underarter finns listade i Catalogue of Life.